# Ernst Hammerschmidt
Ernst Eduard Maria Hammerschmidt (Mariánské Lázně, 29 aprile 1928 – Vienna, 16 dicembre 1993) è stato un vescovo vetero-cattolico, teologo e orientalista austriaco.
Dopo la laurea nel 1946 a Weiden/Oberpfalz, studiò filosofia, lingue orientali teologia e giurisprudenza presso le università di Bamberga (1946 - 1948), Innsbruck (1949 - 1950), Sankt Florian (1950 - 1951), Salisburgo (1951 - 1952), Vienna (1952 - 1953), Münster (1954 - 1955) e Oxford (1955 - 1957) e di nuovo a Vienna (1957 - 1958 e 1980 - 1986). Nel 1968, divenne nel professore straordinario di Orientalistica presso l'Università della Saarland e fu successivamente nominato (dal 1970 al 1990) professore di lingue e culture africane all'Università di Amburgo.
Nel 1955 sposò Ilse Brüner, dalla quale ebbe due figli, Ulrich (nel 1960) e Verena (nel 1965).
Nel 1957 si convertì al vetero-cattolicesimo, e il 27 giugno 1958 fu ordinato presbitero dal vescovo Stefan Török.
Per merito del suo lavoro scientifico e delle sue numerose pubblicazioni Hammerschmidt ricevette spesso premi e onorificenze. È stato membro di
- Società di Archeologia Copta del Cairo,
- Société Ernest Renan a Parigi,
- Collegio africano di Amburgo,
- Centro ortodosso copto a Venezia,
- Società orientale tedesca di Magonza,
- Società culturale armena d'Austria a Vienna,
- Accademia delle Scienze no-profit a Erfurt.

Ricevette i seguenti premi:
- Premio Cardinal Innitzer (nel 1968)
- Ordine di Maria Maddalena II della Chiesa ortodossa polacca.

Nella Chiesa vetero-cattolica, fu incaricato nel 1960 di seguire la comunità di Mannheim. Nel 1988 assunse il ruolo di esaminatore sinodale, nel 1990, dopo il suo ritiro dal Seminario Teologico viennese ebbe compiti di gestione e di controllo delle attività della Chiesa e nel 1991 divenne interprete di lingua etiope a Vienna. Nel luglio 1991 fu nominato coadiutore del vescovo Nikolaus Hummel con diritto di portare la mitria. Poco prima della sua morte in un incidente d'auto nel 1993, si riconvertì con la moglie alla Chiesa cattolica, in seguito ad una riflessione teologica e alle decisioni di politica ecclesiastica della sua Chiesa, che non condivideva.
Una parte del suo lascito è ora al Museo Nazionale di Etnologia di Monaco di Baviera. La sua ampia biblioteca privata etiope è in possesso dell'Istituto Asia-Africa dell'Università di Amburgo.